# مقاطعة فيروزكوه
مقاطعة فيروزكوه (بالفارسية: شهرستان فیروزکوه) هي مقاطعة تقع في طهران في إيران. يقدر عدد سكانها بـ 37,416 نسمة.